# Pelargoderus sumatranus
Pelargoderus sumatranus là một loài bọ cánh cứng trong họ Cerambycidae.